# Wahlkreis Rochester and Strood

Der Wahlkreis mit den Grenzen von 2007

Rochester and Strood ist ein Wahlkreis für das britische Unterhaus in der Grafschaft Kent. Der Wahlkreis wurde 2010 in seiner heutigen Form geschaffen und deckt einen Großteil von Rochester, Strood und Chatham ab. Er entsendet einen Abgeordneten ins Parlament.

## Geschichte
Der als wohlhabend und konservativ geltende Wahlkreis wurde 2010 aus dem ehemaligen Wahlkreis Medway geschaffen und wurde nach der Unterhauswahl 2010 bis zu der Unterhauswahl 2015 von Mark Reckless vertreten. Dieser wechselte im August 2014 von der Conservative Party zur UK Independence Party und wurde für diese in einer Nachwahl im November desselben Jahres mit 42,1 % der Wählerstimmen im Amt bestätigt. Diese Nachwahl, welche nur einen Monat nachdem mit Douglas Carswell im Wahlkreis Clacton ein weiterer ehemaliger Tory für die UKIP seinen Sitz im Parlament verteidigen konnte, stattfand, erhielt auch im deutschsprachigen Raum eine hohe mediale Beachtung. Die Niederlage wurde auch als persönliche Niederlage von Premierminister David Cameron gewertet, da dieser den Wahlkreis während des Wahlkampfes zur Nachwahl fünf Mal besucht hatte, ohne dass sich Kelly Tolhurst, die Kandidatin der Konservativen durchsetzen konnte.
Seit der Unterhauswahl 2015 vertritt Kelly Tolhurst den Wahlkreis im House of Commons, nachdem sie Reckless mit 44,1 % zu 30,5 % in dem erneuten Aufeinandertreffen der beiden besiegen konnte. Sie wurde in der Unterhauswahl 2017 mit 54,3 % der Wählerstimmen in ihrem Amt bestätigt.
Der Wahlkreis wies im April 2013 eine Arbeitslosigkeit von 3,5 % auf. Dieser Wert lag damit geringfügig niedriger als der nationale Durchschnitt von 3,8 %.

## Bisherige Vertreter

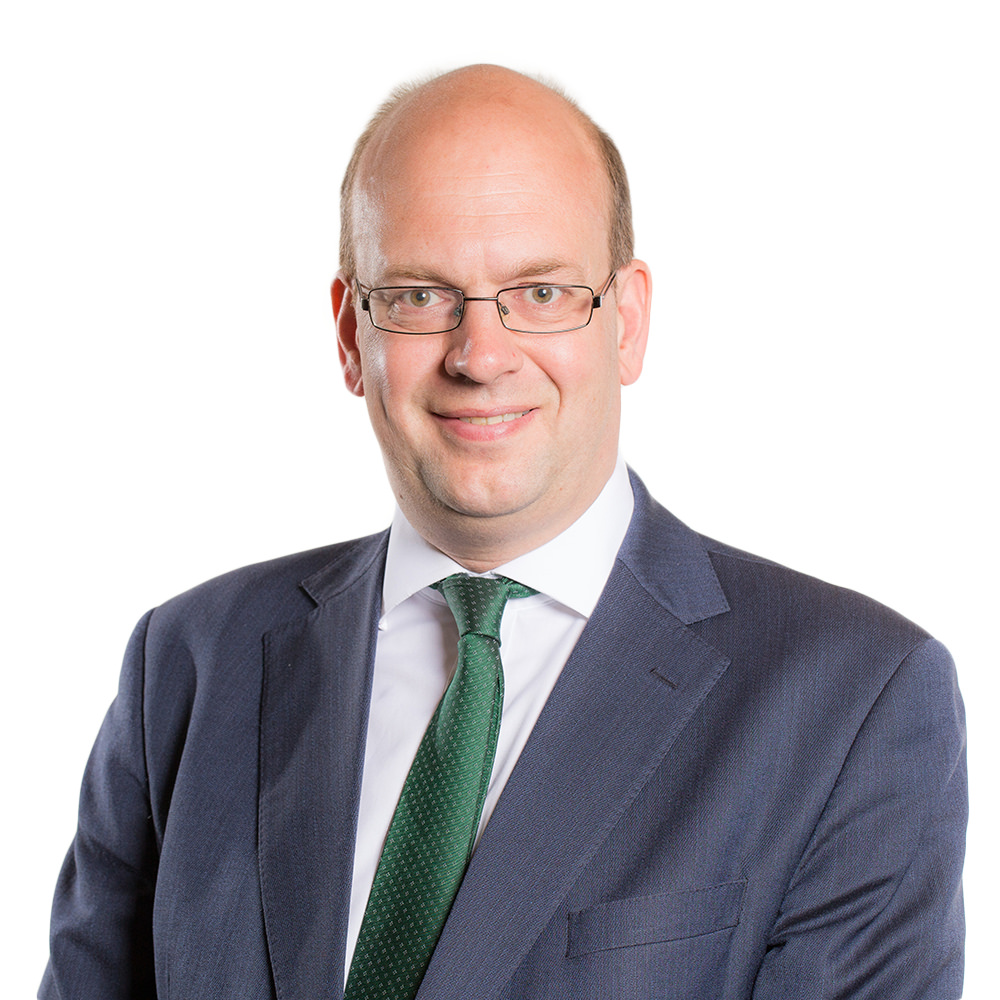
Mark Reckless
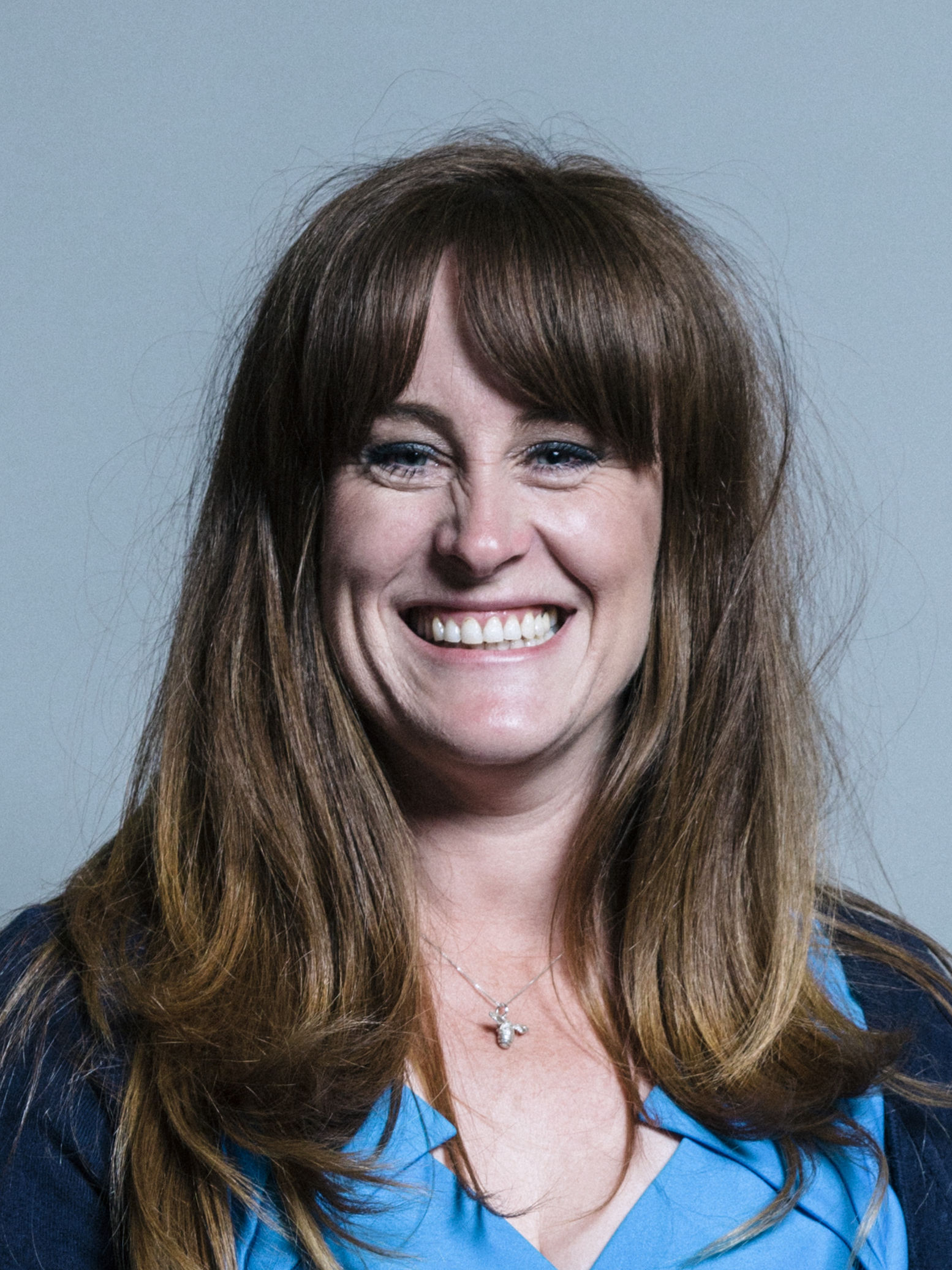
Kelly Tolhurst